# تورو گجووکا
تورو گجووکا (به لاتین: Turo-Gajówka) یک منطقهٔ مسکونی در لهستان است که در Gmina Supraśl واقع شده‌است.